# Somogyszob
Somogyszob là một thị trấn thuộc hạt Somogy, Hungary. Thị trấn này có diện tích 40,08 km², dân số năm 2010 là 1628 người, mật độ 41 người/km².